# Stadt Seehausen
Stadt Seehausen ist ein Ortsteil der Stadt Wanzleben-Börde im Landkreis Börde in Sachsen-Anhalt.

## Geographie
Seehausen in der Magdeburger Börde liegt unweit der Allerquellen in einem hügeligen Gebiet, das nach Westen zum Hohen Holz bis 209 m ü. NN ansteigt (Edelberg). Die Stadt erhielt ihren Namen nach dem westlich gelegenen See.

## Geschichte
Im Jahre 966 wurde Seehausen erstmals erwähnt. Im Mittelalter bestand um Seehausen, wo es eine Thingstätte gab, eine Grafschaft zwischen Ohre und Bode. Sie wurde 1052 von Heinrich III. an das Bistum Halberstadt abgetreten. Das Bistum ließ die Grafschaft zunächst von den Grafen von Sommerschenburg, dann von Grafen von Groitzsch verwalten. Dann verwalteten die Bischöfe die Grafschaft bis 1253 selbst. Bischof Ludolf trat die Grafschaft 1253 ab an die Markgrafen Johann I. und Otto III. Ludolfs Nachfolger, Bischof Volrad, bestritt 1257 die Abtretung der Grafschaft an die Markgrafen und verkaufte sie stattdessen an Bischof Rudolf von Magdeburg, der den Markgrafen 1259 dafür u. a. Lehnsrechte an der Burg Alvensleben zubilligte.
Bereits im Jahr 1197 wurde Seehausen als Stadt bezeichnet. Durch eine Verlagerung des Durchgangsverkehrs schrumpfte die Stadt jedoch zu einem Flecken zusammen. Seit 1680 gehörte der Ort zum brandenburg-preußischen Herzogtum Magdeburg und lag im damaligen Holzkreis. Erst 1695 wurde Seehausen das Stadtrecht verliehen. Wegen des fruchtbaren Bodens (Magdeburger Börde) war ein Großteil der Bevölkerung im Ackerbau und Schafzucht sowie im Wollhandel tätig. 1836 wurde eine der ersten Zuckerfabriken Deutschlands in Seehausen errichtet. 1896 wurde die Stadt an das Eisenbahnnetz angeschlossen.
1977 wurde der Gemeindeverband Seehausen gegründet. Von 1993 bis zu deren Auflösung am 31. Dezember 2009 gehörte Seehausen der Verwaltungsgemeinschaft „Börde“ an.
Am 1. Januar 2010 schloss sich die bis dahin selbstständige Stadt Seehausen mit den Gemeinden Bottmersdorf, Domersleben, Dreileben, Eggenstedt, Groß Rodensleben, Hohendodeleben, Klein Rodensleben und der Stadt Wanzleben zur neuen Stadt Wanzleben-Börde zusammen.
Am 1. Juli 2014 ist das neue Kommunalverfassungsgesetz des Landes Sachsen-Anhalt in Kraft getreten. In dessen §14 (2) wird den Gemeinden die Möglichkeit gegeben, den Ortsteilen, die vor der Eingemeindung Städte waren, diese Bezeichnung zuzuerkennen. Die Stadt Wanzleben-Börde hat von dieser Regelung Gebrauch gemacht. Die diesbezügliche Änderung ihrer Hauptsatzung ist im Jahr 2015 in Kraft getreten. In den §§1 (2) und 16 (1) werden die Ortsteile und Ortschaften mit ihren amtlichen Namen aufgeführt.

## Politik

Wappen von Seehausen

### Bürgermeister
Der Ortsbürgermeister ist Martin Heine.
Jockisch war bis zum Jahr 2010 auch der letzte Bürgermeister der Stadt Seehausen.

### Wappen
Das Wappen wurde am 15. Juni 1995 durch das Regierungspräsidium Magdeburg genehmigt.
Blasonierung: „In Gold der heilige Mauritius in blauer Rüstung, in der Rechten ein silbernes Schwert mit goldenem Knauf mit der Klinge nach oben haltend, die Linke auf einen blauen Schild gestützt, darin eine goldene Seerose mit zwei goldenen Blättern.“
Die Farben der Stadt sind Gold (Gelb) - Blau.
Das Wappen wurde von der Magdeburger Heraldikerin Erika Fiedler neu gezeichnet.

Altes Wappen von Seehausen

#### Historisches Wappen
Blasonierung: „In Gold ein stehender Ritter in stahlfarbener Rüstung, in der Rechten ein Schwert mit der Klinge nach oben, zu seinen Füßen ein Silberschild, darin eine rote Seerose mit zwei grünen Blättern.“
Das Wappen dieses Ortes stammt aus der Zeit der Stadtwerdung, die sich vom 14. bis zum 17. Jh. hinzog. Das Wappenzeichen, die Seerose, erinnert an den in Seehausen vorhandenen großen See, der dem Ort offensichtlich auch seinen Namen gab. Der Ritter als Schildhalter stellt wohl den symbolischen Beschützer der Stadt dar.

## Kultur und Sehenswürdigkeiten

### Bauten

#### Paulskirche
In Seehausen befindet sich die älteste Kirche der Magdeburger Börde, die Paulskirche. Sie ist eine Station an der Straße der Romanik. Bischof Hildgruen von Halberstadt ließ die Kirche vermutlich im Jahr 830 auf einem Hügel errichten. Sie wurde 1148 erstmals urkundlich erwähnt und ist bis heute unversehrt erhalten. Die Kirche besitzt nur ein Schiff, das genauso breit ist wie der Westturm.

#### Laurentiuskirche
Die evangelische Kirche „St. Laurentius“ ist eine Hallenkirche mit kurzem Langhaus. Der Turm wurde 1511 angebaut. Später folgten Umbauten. 1974 wurde der verfallene Dachstuhl des Kirchenschiffs abgerissen. Nach 1990 erfolgten Sanierungsarbeiten. 2012 wurde auf das Kirchenschiff eine provisorische Dachkonstruktion montiert.

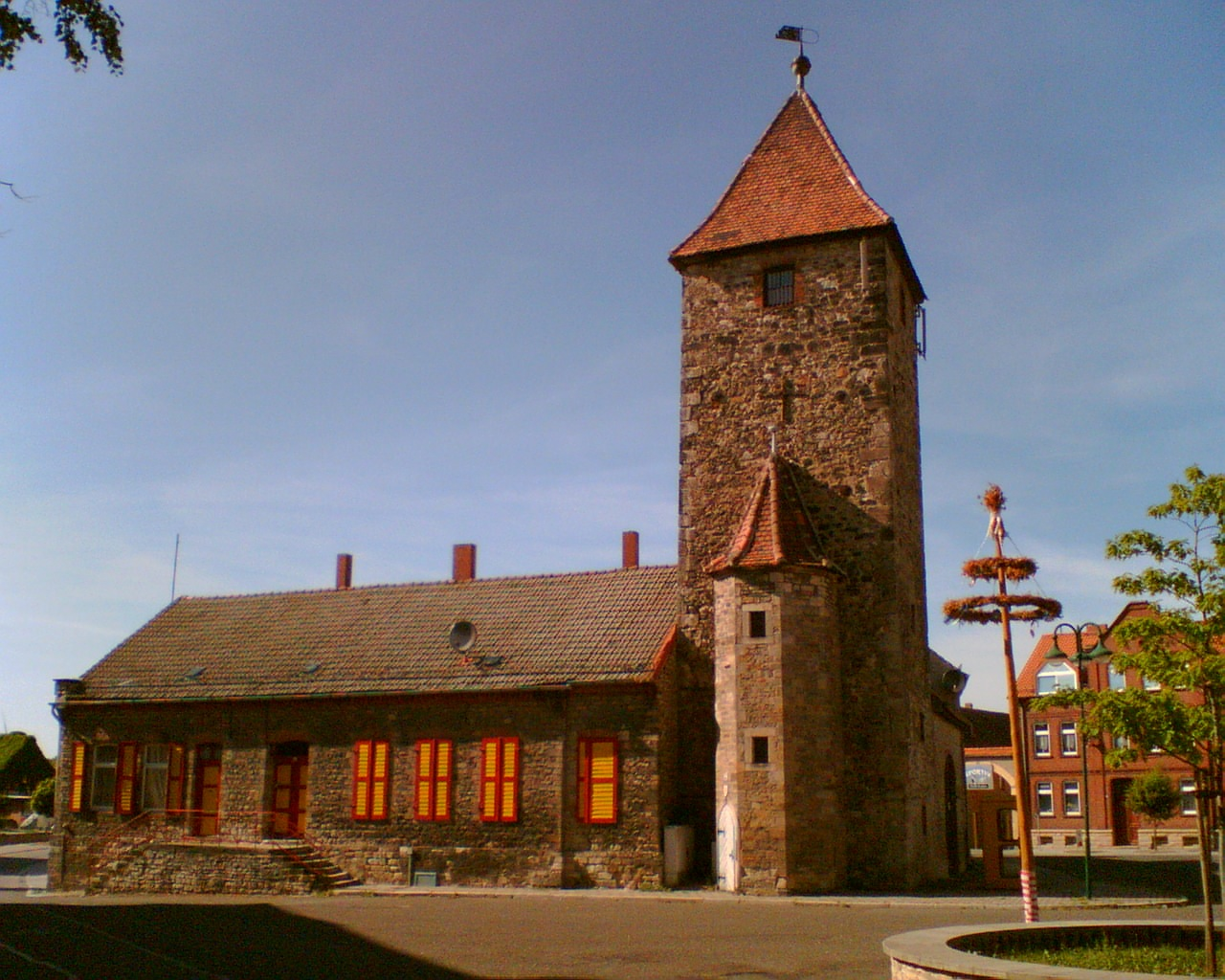
Schneiderturm

#### Weitere Sehenswürdigkeiten
- „Panneturm“
- „Schneiderturm“
- „Seehäuser Warte“
- Götterstein oder „Langer Stein von Seehausen“, der nördlichste Menhir in Deutschland[6]

### Gedenkstätten
- Gedenktafel von 1948 auf dem Friedhof für zwei unbekannte KZ-Häftlinge, die im April 1945 bei einem Todesmarsch aus dem KZ-Außenlager Stempeda des KZ Dora-Mittelbau von SS-Männern ermordet wurden, sowie zur Erinnerung an den Kommunisten Albert Nußbaum, der 1940 im KZ Dachau ermordet wurde.

## Persönlichkeiten
In Seehausen wurde geboren:
- Richard Hamann (1879–1961), Kunsthistoriker
- Gustav Handge (1889 in Seehausen−nach 1940), nationalsozialistischer Funktionär
- Ferdinand von Ledebur (1848–1916), Generalleutnant
- Heiko Rataj (* 1965), Unternehmer und Eventgastronom

## Verkehr

### Straße
Durch Seehausen verlaufen die Bundesstraße 246a und die Landesstraßen L 24 und L 77.

### Eisenbahn
Von 1881 bis 2002 hatte Seehausen einen Bahnhof an der Bahnstrecke Blumenberg–Eilsleben, auf der die Zuckerbahn verkehrte. Seit dem Jahr 2002 wurde der Bahnhof im Personenverkehr nicht mehr bedient, auch der Güterverkehr ruht seit der Zeit.

### Busverkehr
Der öffentliche Personennahverkehr wird unter anderem durch den PlusBus des Landesnetzes Sachsen-Anhalt erbracht. Folgende Verbindungen führen durch/ab Seehausen:
- Linie 600: Oschersleben ↔ Seehausen ↔ Dreileben ↔ Rottmersleben ↔ Haldensleben
- Linie 602: Seehausen ↔ Klein Wanzleben ↔ Wanzleben ↔ Schleibnitz ↔ Magdeburg

Den Busverkehr im Landkreis Börde betreibt die BördeBus Verkehrsgesellschaft.